# Hutanabolon
Hutanabolon is een bestuurslaag in het regentschap Tapanuli Tengah van de provincie Noord-Sumatra, Indonesië. Hutanabolon telt 2553 inwoners (volkstelling 2010).